# 庫賽埃島輝椋鳥
庫賽埃島輝椋鳥（Aplonis corvina）是已滅絕的椋鳥。牠們是太平洋西南部加羅林群島的科斯雷上的特有種。

## 描述
庫賽埃島輝椋鳥長約20-25.4厘米。牠們像烏鴉，呈黑色。喙長而且彎，與尾巴一樣長。

## 滅絕
庫賽埃島輝椋鳥只有五個標本，三個毛皮標本存放在聖彼得堡及萊頓的博物館內。於1880年就已經未能發現庫賽埃島輝椋鳥。另一項於1931年由美國自然歷史博物館進行的研究確定了牠們已經滅絕。牠們的滅絕可能是因大家鼠的緣故。

## 外部連結
- BirdLife Species Factsheet （页面存档备份，存于）
- 庫賽埃島輝椋鳥的立體圖
- Naturalis Museum, Leiden - Kosrae Starling

1. ↑  BirdLife International. . The IUCN Red List of Threatened Species. 2012  [26 November 2013].